# 스다 고이치

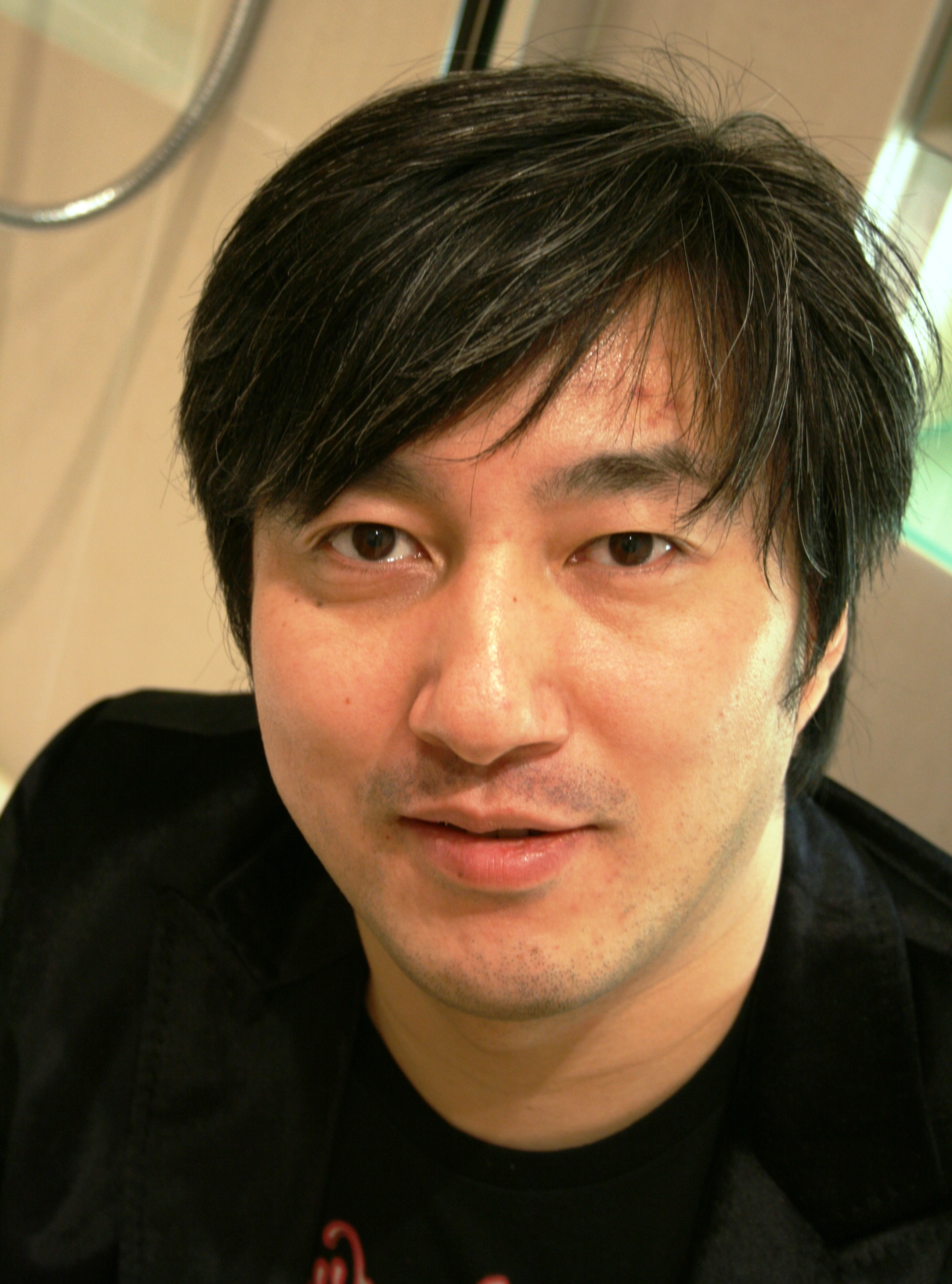

스다 고이치(須田剛一, 1968년 1월 2일 ~ ) 또는 별칭 Suda51은 일본의 비디오 게임 디자이너, 작가, 감독이다. 1994년부터 1998년까지 휴먼 엔터테인먼트와 연계하다가 1998년에 기타 수많은 휴먼 엔터테인먼트 직원과 함께 그래스호퍼 매뉴팩처를 설립했다.

## 참여 작품
- 실버 사건
- 킬러 7
- 블러드+
- 노 모어 히어로즈
- 령: 월식의 가면
- 롤리팝 체인소
- 킬러 이즈 데드
- 일본 애니메(이터) 견본시